# Bas van den Brink
Sebastiaan „Bas“ van den Brink (* 11. September 1982 in Amsterdam) ist ein ehemaliger niederländischer Fußballspieler. 

## Karriere
Van den Brink spielte auf Jugendebene in Huizen für HSV De Zuidvogels bevor er in die Jugendabteilung des FC Utrecht wechselte. 2003 gab er gegen die PSV Eindhoven bei der 1:3-Niederlage um die Johan-Cruyff-Schaal sein Pflichtspieldebüt für das Profiteam Utrechts und kam im weiteren Saisonverlauf zu 14 Einsätzen in der Eredivisie. Nachdem er in der Hinserie der Saison 2004/05 bei Utrecht nicht mehr berücksichtigt worden war, setzte er ab Januar 2005 seine Karriere in der zweithöchsten niederländischen Spielklasse beim FC Emmen fort, 2007 wechselte er zum Ligakonkurrenten FC Omniworld. 
2009 erhielt er ein Angebot aus der australischen A-League vom neu geschaffenen Expansion Team Gold Coast United, das er schließlich annahm.
Nach zwei überzeugenden Spielzeiten für Gold Coast wechselte er im Frühjahr 2011 nach Südkorea in die finanzkräftigere K-League zu Busan I'Park, sein dortiges Gastspiel war allerdings nur von kurzer Dauer und bereits im April 2011 wurde sein Vertrag wieder aufgelöst. Van den Brink kehrte daraufhin in die A-League zurück und unterschrieb einen Vertrag bei Perth Glory. Im Januar 2013 löste er seinen Vertrag mit Perth vorzeitig auf um zum indischen Erstligisten Churchill Brothers SC zu wechseln, ein Vertrag kam allerdings nicht zustande. Daraufhin kehrte van den Brink in die Niederlande zurück und spielt die Hinrunde der Saison 2013/14 noch für den Drittligisten VV IJsselmeervogels aus Spakenburg.